# Недебі – Казіно – Айона/Афіна
Недебі — Казіно — Айона/Афіна (Netherby — Casino — Iona/Athena) — газопровід на південному сході Австралії, споруджений у межах розробки офшорних родовищ басейну Отвей.
У 2006 році почалась розробка газового родовища Казіно, на якому в районі з глибиною моря 70 метрів облаштували підводний виробничий комплекс. Від нього до берегової установки підготовки Айона проклали трубопровід діаметром 300 мм, що має три ділянки:
- офшорну довжиною 33 кілометри;
- виконаний методом спрямованого горизонтального буріння перехід через прибережну скельну зону довжиною 2 кілометри (вихід тунелю розташований за 0,8 кілометра від узбережжя в районі з глибиною моря 18 метрів);
- наземну завдовжки 12 кілометрів.
Спорудження офшорної ділянки газопроводу виконало у 2005-му судно забезпечення водолазних операцій «Seaway Falcon» (згодом придбане румунською компанією Grup Servicii Petroliere та перейменоване на «GSP Falcon», тоді як назву «Seaway Falcon» отримало судно для перевезення великовагових та негабаритних вантажів).
У 2010-му ввели в дію родовища Недебі та Генрі, які лежать дещо ближче до узбережжя в районах з глибинами 63 та 67 метрів відповідно. Для видачі їх продукції прокали трубопровід довжиною 22 кілометри з тим саме діаметром 300 мм, який під'єднаний до попереднього в районі видобувного комплексу Казіно. При цьому початкові 5 із зазначених 22 кілометрів припадає на ділянку до району родовища Пектен-Схід, яке поки не вводили в експлуатацію.
Спорудження траси Недебі — Казіно виконало трубоукладальне судно «Seven Navica». Допоміжні роботи з облаштування стабілізаційних бетонних матрасів та встановлення маніфольдів виконало судно забезпечення водолазних операцій «Rockwater 2».
З 2021-го трубопровід Казіно-Айона сполучили перемичкою з трубопроводом до установки підготовки Афіна, на яку перенаправили продукцію зазначених вище родовищ.